# Tríptico da Apresentação do Menino no Templo
O Tríptico da Apresentação do Menino no Templo é um tríptico de pinturas a óleo sobre madeira de carvalho do período entre 1501 e 1525 do pintor flamengo do renascimento Goswin van der Weyden que se destinou inicialmente a decorar a Igreja do Convento da Madre de Deus e se encontra actualmente no Museu Nacional de Arte Antiga de Lisboa.
O Tríptico da Apresentação do Menino no Templo foi encontrado por José de Figueiredo numa gaveta do arcaz da sacristia da Igreja da Madre de Deus, em Xabregas. A presença dos signos heráldicos no painel esquerdo permite deduzir que se tratou de uma encomenda real para o Convento da Madre de Deus em data próxima à fundação deste convento em 1506.

## Descrição
No painel central do Tríptico está representada a Apresentação do Menino no Templo. A Virgem Maria já entregou o Menino Jesus ao Sacerdote que o sustenta nos braços. Atrás do Sacerdote está um outro oficiante devidamente paramentado e um homem calvo que pode representar S. José. Atràs da Virgem Maria estão três mulheres, uma delas segurando um círio comprido. Uma das figuras femininas está imperceptível pela deterioração da pintura. Ao fundo encontra-se um retábulo esculpido com dois episódios do Antigo Testamento, o de Abraão e o Sacrifício de Isaac e o de Moisés e a Serpente de Bronze (Números 21:4-9).

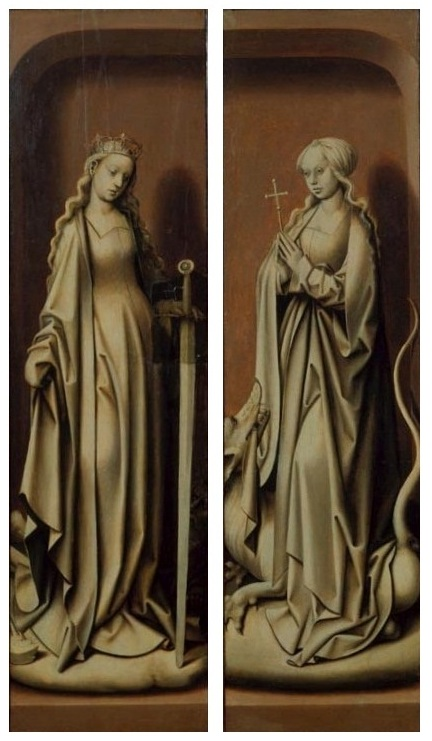
S. Catarina e S. Margarida

No painel esquerdo está representado Santo António segurando um livro na mão direita sobre o qual está o Menino Jesus. No vitral da janela ao fundo estão pintadas as armas de Portugal e a esfera armilar. Por sua vez, no painel do lado direito está representado S. Francisco exibindo os estigmas. No vitral no canto superior direito deste painel estão dois outros escudos que não foram ainda identificados.
No reverso dos painéis laterais estão representadas, em grisalha, Santa Catarina e Santa Margarida. Nenhuma das santas figuras se apresenta aureolada.

### Ligação externa
- Página oficial do Museu Nacional de Arte Antiga